# 三苫正雄
三苫 正雄（みとま まさお、1893年8月3日 - 1969年7月7日）は、日本の工芸家。教育学者。東京文理科大学・東京教育大学（現筑波大学）元教授。徳島文化女子短期大学元学長。

## 著書
- 『図画科に於ける鑑賞指導の理論と実際』（1930年、明治図書出版）
- 『寫生畫指導體系と其實踐』（1933年、明治図書出版）
- 『航空機の発明 模型工作』（1941年、学習社）
- 『藝能科圖画工作大系』（1942年12月15日、圖畫工作株式會社）
- 『図画工作教育』（1948年、教育科学社）
- 『プラスチックス工芸教育』（長谷喜久一、1952年、朝倉書店）